# Kōichi Mashimo
Kōichi Mashimo (真下 耕一?  Tokio, Japón, 21 de junio de 1952) es un reconocido director japonés y el fundador de los estudios de animación Bee Train. A pesar de ser director también ha ejercido de otros trabajos como productor de sonido o de arte para series.

## Filmografía
| Año        | Anime                                                     | Trabajo                                                     |
| ---------- | --------------------------------------------------------- | ----------------------------------------------------------- |
|            |                                                           |                                                             |
| Desde 1970 |                                                           |                                                             |
|            |                                                           |                                                             |
| 1978       | Gatchaman                                                 | director                                                    |
| 1979       | Gatchaman                                                 | director                                                    |
|            |                                                           |                                                             |
| Desde 1980 |                                                           |                                                             |
|            |                                                           |                                                             |
| 1985       | Night on the Galactic Railroad                            | guionista                                                   |
| 1986       | Ai City                                                   | director                                                    |
| 1987       | Dirty Pair: Project Eden                                  | director                                                    |
| 1988       | F                                                         | director, guionista                                         |
| 1988       | Dominion: Tank Police                                     | director, guionista                                         |
| 1989       | Dragon Quest                                              | guionista                                                   |
|            |                                                           |                                                             |
| Desde 1990 |                                                           |                                                             |
|            |                                                           |                                                             |
| 1990       | Robin Hood no Daiboken                                    | director                                                    |
| 1992       | The Weathering Continent                                  | director, guionista                                         |
| 1993       | Irresponsable Capitán Taylor                              | director                                                    |
| 1995       | Sorcerer Hunters                                          | director                                                    |
| 1997       | Eat-Man                                                   | director                                                    |
| 1998       | Xenogears                                                 | productor de animación                                      |
| 1999       | PoPoLoCrois                                               | director, guionista                                         |
| 1999       | Wild Arms: Twilight Venom                                 | director                                                    |
|            |                                                           |                                                             |
| Desde 2000 |                                                           |                                                             |
|            |                                                           |                                                             |
| 2001       | Noir                                                      | director, historia, director de sonido                      |
| 2002       | .hack//SIGN                                               | director, guionista, director de sonido                     |
| 2002       | .hack OVAs: .hack//Intermezzo, .hack//Unison, .hack//Gift | director                                                    |
| 2002       | .hack//Liminality                                         | director, supervisor de banda sonora                        |
| 2003       | Avenger                                                   | director                                                    |
| 2003       | .hack//Legend of the Twilight                             | director                                                    |
| 2003       | Immortal Grand Prix                                       | director, guionista                                         |
| 2004       | Madlax                                                    | director, guionista                                         |
| 2004       | Ginyuu Mokushiroku Meine Liebe                            | director, guionista                                         |
| 2005       | Tsubasa Chronicle (primera temporada)                     | director                                                    |
| 2006       | Ginyuu Mokushiroku Meine Liebe wieder                     | director                                                    |
| 2006       | .hack//Roots                                              | director, supervisor, supervisor de banda sonora, consultor |
| 2006       | Spider Riders                                             | director, supervisor                                        |
| 2006       | Tsubasa Chronicle (segunda temporada)                     | director (codirector: Hiroshi Morioka)                      |
| 2007       | El Cazador de la Bruja                                    | director                                                    |
| 2008       | La espada del inmortal                                    | director                                                    |